# 上總山本站
上總山本站（日语：／ Kazusa-Yamamoto eki */?）是位於千葉縣君津郡小櫃村（現時：君津市）山本，日本國有鐵道（國鐵）的久留里線車站。現已廢止（廢站）。

## 歷史
在久留里線木更津站至上總龜山站之間開通後翌年的1937年（昭和12年），東橫田站、下郡站和此站同時啟用。在太平洋戰爭中的1944年（昭和19年），久留里站以南區間暫停營業，在戰後的1947年（昭和22年）全線重開。由於使用人次較少，東橫田站、下郡站和此站一度暫停營業。後來下郡站於1956年（昭和31年）恢復營業，東橫田站在1958年（昭和33年）恢復營業，但是此站在1956年正式廢止。直至現時為久留里線唯一停用車站。
- 1937年（昭和12年）4月20日：車站啟用[1]。
- 1947年（昭和22年）1月20日：車站暫停營業[1]。
- 1956年（昭和31年）7月1日：車站正式廢止[1]。

## 車站遺址周邊
車站遺址周邊都是稻田。
- 國道410號（日语：国道410号）
- 久留里街道（國道410號舊道）
- 圓明院
- 秋葉神社

## 相鄰車站
運輸省
久留里線
下郡－上總山本－小櫃
- 以暫停營業前一刻為準

## 注腳
1. 1 2 3 4 5 6 7 8 9  曾根悟（監修）. 朝日新聞出版分冊百科編集部（編集） , 编. . 週刊朝日百科. 31号 内房線・外房線・久留里線. 朝日新聞出版. 2010-02-21: 26 （日语）.